# Rueda disciplinaria

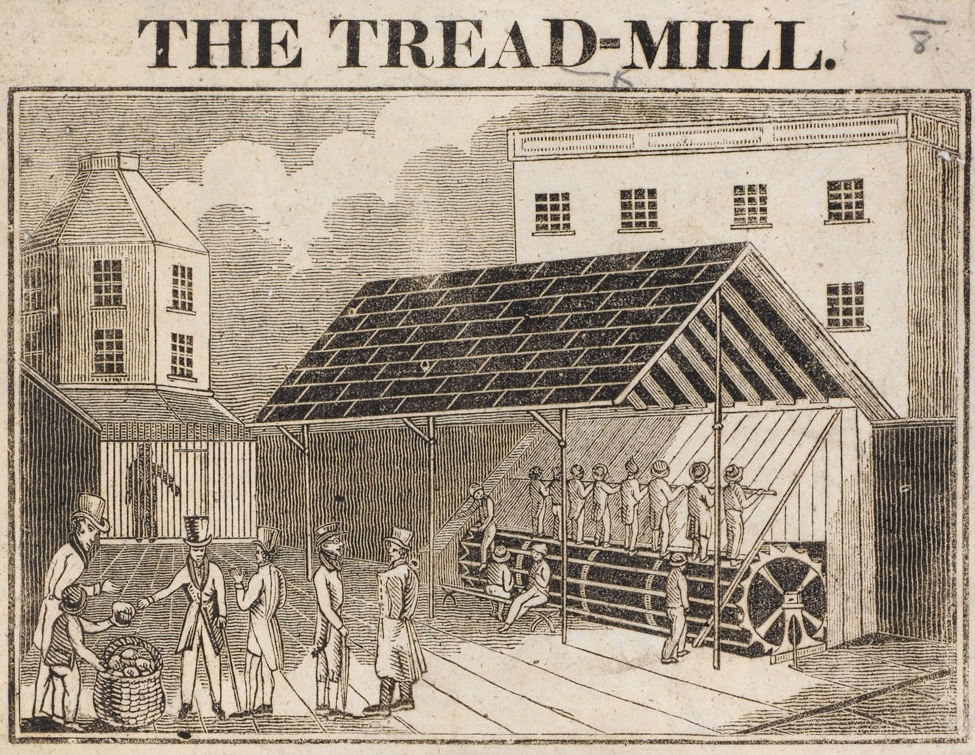
Rueda disciplinaria en la prisión de Brixton (Londres), diseñada por William Cubitt (hacia 1817)

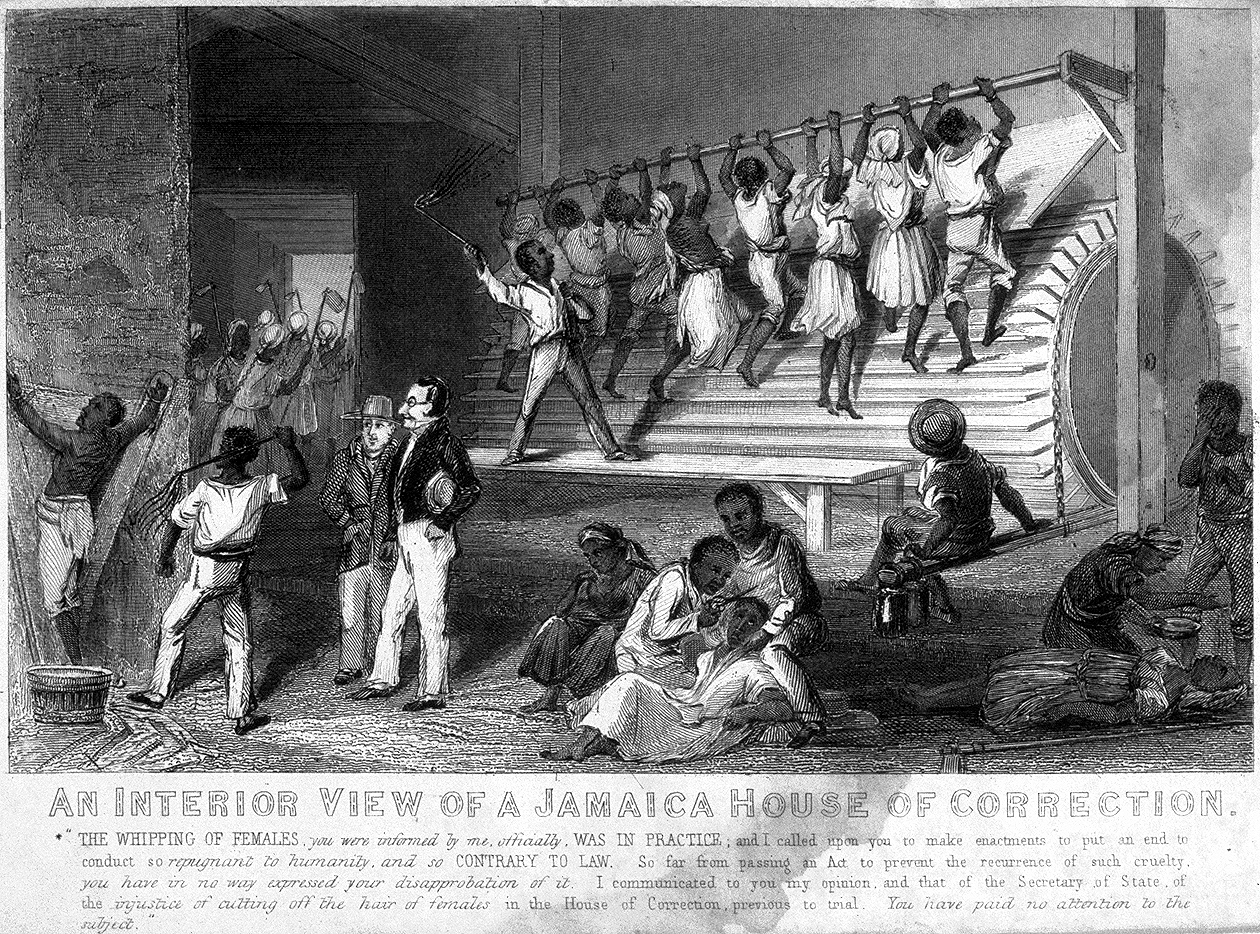
Rueda disciplinaria en Jamaica (hacia 1837)

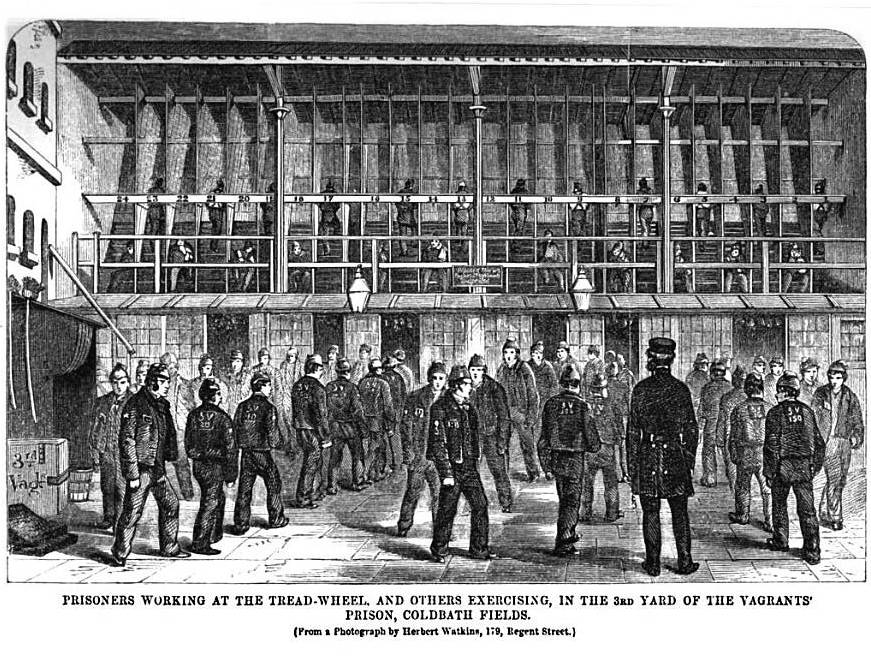
Rueda disciplinaria (al fondo) en la prisión de Coldbath Fields, 1864

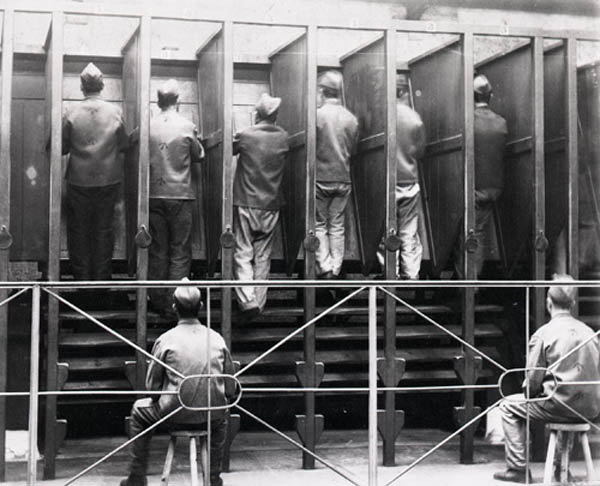
Rueda disciplinaria en la prisión de Pentonville, 1895

Una rueda disciplinaria (rueda penal o escalera eterna; su nombre original en inglés es "treadmill", molino de pisar) era una especie de gran torno ideado para ser accionado por los presidiarios al caminar sobre él. Consistía en unos escalones colocados entre dos aros de hierro fundido, que impulsaban un eje que a su vez movía una máquina dedicada a moler grano, bombear agua o simplemente estaba conectada a un gran ventilador para endurecer su funcionamiento.
Se utilizaron especialmente en el imperio británico en numerosas prisiones a principios de la época victoriana como método para realizar trabajos forzados, una forma de castigo prescrita en la sentencia del prisionero.

## Historia
La rueda fue introducida en las prisiones en 1818 por iniciativa del ingeniero británico Sir William Cubitt (1785-1861). Estaba ideada como un medio para tener ocupados a los convictos en las prisiones de Bury St Edmunds y de Brixton. Anteriormente había en las prisiones ruedas de accionamiento simples movidas por dos hombres, que se usaban para bombear agua o para moler granos. Sin embargo, las ruedas de Cubitt estaban concebidas a gran escala y con un propósito diferente. El ingeniero había observado a los prisioneros sin hacer nada, y pensó que era mejor "reformar a los delincuentes enseñándoles hábitos industriales". Inicialmente no tenía otra utilidad más allá que disciplinar a los presos, y la resistencia al movimiento la proporcionaban correas y pesos. Más tarde, cuando la filosofía de la prisión cambió, se volvió aceptable usar la energía para impulsar bombas y molinos de maíz. Cuarenta y cuatro prisiones en Inglaterra adoptaron esta forma de duro trabajo para moler el grano, mientras que en otros casos funcionaban en vacío, "moliendo el viento".
Por el Acta de Prisiones de 1865, todo recluso varón mayor de 16 años sentenciado a trabajos forzados tenía que pasar al menos tres meses de su sentencia en Orden Laboral, lo que consistía principalmente en accionar la rueda o, como alternativa, la máquina de manivela, que consistía en una pequeña rueda (como la rueda de un vapor de paletas) dentro de una caja parcialmente llena de grava, que debía ser accionada por el recluso mediante una manivela.
En 1895 había 39 ruedas disciplinarias y 29 máquinas de manivela en uso en las prisiones inglesas, que habían disminuido a 13 y 5 respectivamente en 1901. El Acta de Prisiones de 1898 abolió el uso de las ruedas disciplinarias en Gran Bretaña en 1902.
En Estados Unidos se adoptaron las ruedas disciplinarias en 1822, instalándose una en el Bellevue Hospital de Nueva York. Se instaló una segunda rueda en 1823 (con un costo de 3000 dólares) en la Prisión de Old Newgate, en East Granby. Se construyeron un total tan solo cuatro ruedas, tres de las cuales fueron rápidamente abandonadas.

## Descripción
La rueda disciplinaria era un largo cilindro de madera con estructura de metal. Originalmente tenía un diámetro de 6 pies (1,8 m). En el exterior del cilindro había escalones de madera separados unas 7,5 pulgadas (19,1 cm). Cuando el prisionero cargaba su peso en el escalón, este presionaba la rueda que descendía, obligando al preso a subir al escalón de arriba, en una "escalera eterna". Había de 18 a 25 puestos en una de estas ruedas, cada uno separado por una plancha de madera para que cada prisionero no tuviera contacto con el prisionero adyacente y solo viera la pared de enfrente. Normalmente se caminaba en silencio durante seis horas al día, en ciclos de 15 minutos en la rueda seguidos de un descanso de 5 minutos.

## En la cultura popular
- En su álbum de 1977 Storm Force Ten, la banda de folk-rock Steeleye Span incluyó una canción popular en inglés llamada "The Treadmill Song" que describe el día a día de un prisionero condenado a trabajos forzados, incluida la rueda disciplinaria.[9]
- En la novela de Charles Dickens Cuento de Navidad, Ebenezer Scrooge hace referencia a la rueda, que describe como "útil".
- En otro relato de Dickens, Casa desolada, el abogado Tulkinghorn amenaza a Hortense con encarcelarla en una prisión con ruedas disciplinarias "para mujeres".
- La película Wilde de 1997 muestra a Oscar Wilde en la cinta disciplinaria como parte de su castigo a trabajos forzados.